# 欧赖
欧赖（法語：Auray，法語發音：[oʁɛ]，[ãn alˈreː] ⓘ），法国西北部城市，布列塔尼大区莫尔比昂省的一个市镇，隶属于洛里昂区，其市镇面积为6.91平方公里，2022年1月1日时人口数量为14,417人，在法国城市中排名第700位。
欧赖位于莫尔比昂省南部，欧赖河入海口峡湾北端，因其历史上的欧赖战役而闻名，现为一个区域性的中心城市，萨沃奈－朗代诺铁路和欧赖－基伯龙铁路在此交汇。自1951年起，当地每年举办欧赖狂欢节。

## 地名来源
根据布列塔尼历史学家格雷瓜尔·德罗斯特勒南的论述，“欧赖”一名来源于拉丁语“Aula Regia”，意为“皇家庭院”，该名称可能与当地历史上一处被布列塔尼国王改建的城堡有关。

## 历史

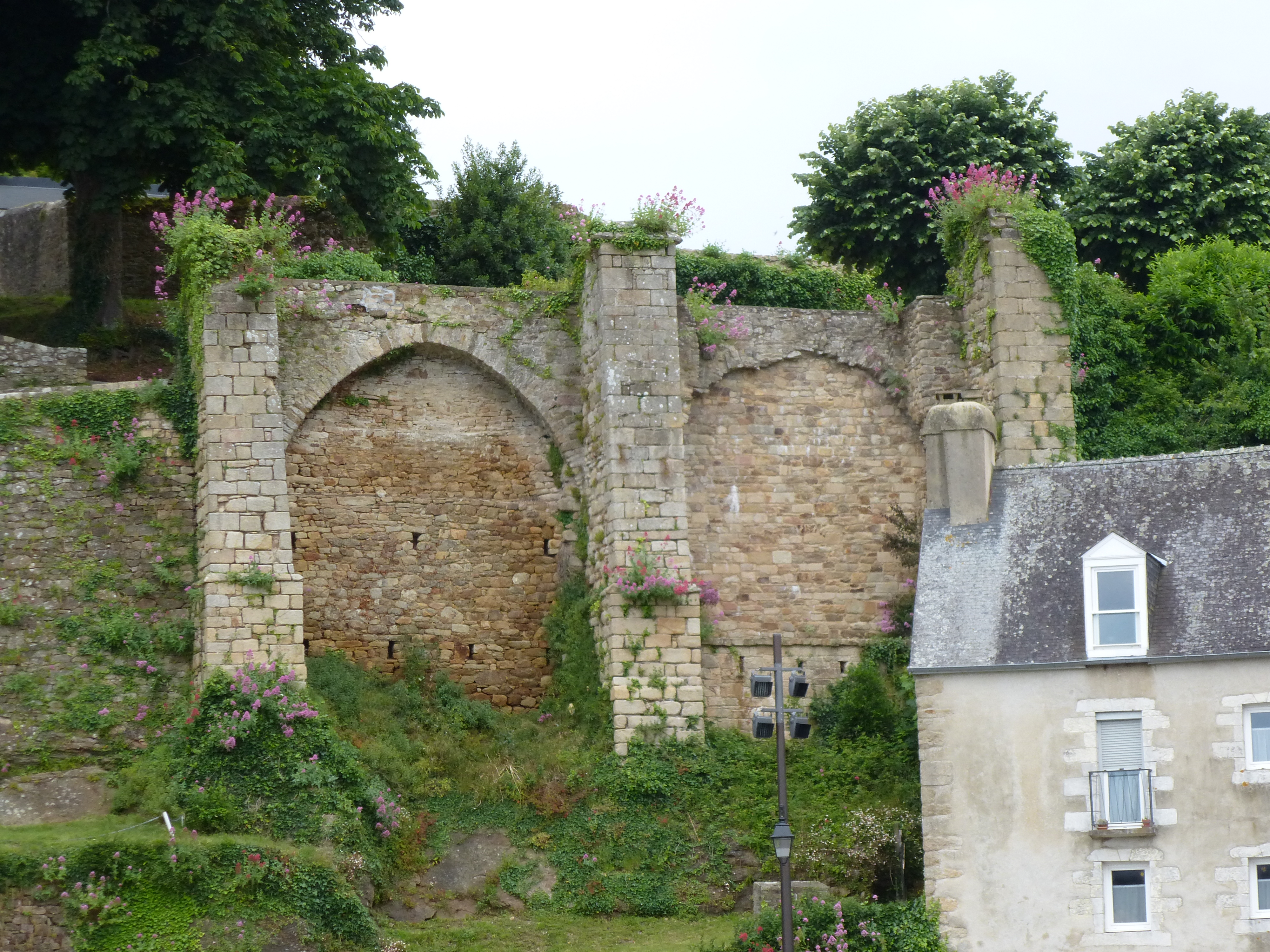
欧赖城堡遗址

根据当地官方网站的论述，欧赖最初于1082年被记载。1201年，在布列塔尼公爵阿蒂尔一世的要求下，原欧赖城堡被改建成为一个石质的防御城塞。1364年，英法双方在欧赖发生大规模围城战，该战役成为百年战争的一部分，法军将领及布列塔尼公爵夏尔·德·布卢瓦在此次战役中身亡。宗教战争期间，欧赖城堡被破坏。1632年，法国殖民航海家伊萨克由欧赖的圣古斯唐港出发前往阿卡迪亚。法国大革命后，欧赖成为莫尔比昂省的一个市镇，并在1790至1795年间为该省的一个地区行署。布列塔尼政治家乔治·卡杜达尔在欧赖发起了大规模的保皇游行，此后舒昂黨人起義延伸至法国西部多个省份。途径欧赖的铁路线于1862年建成。第二次世界大战期间，三名欧赖抵抗运动成员被盖世太保杀害。

## 地理

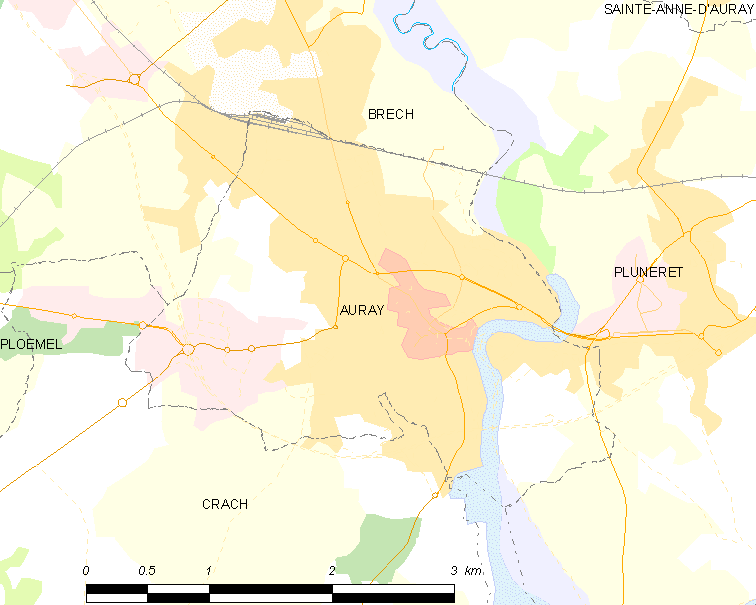
欧赖市镇范围地图

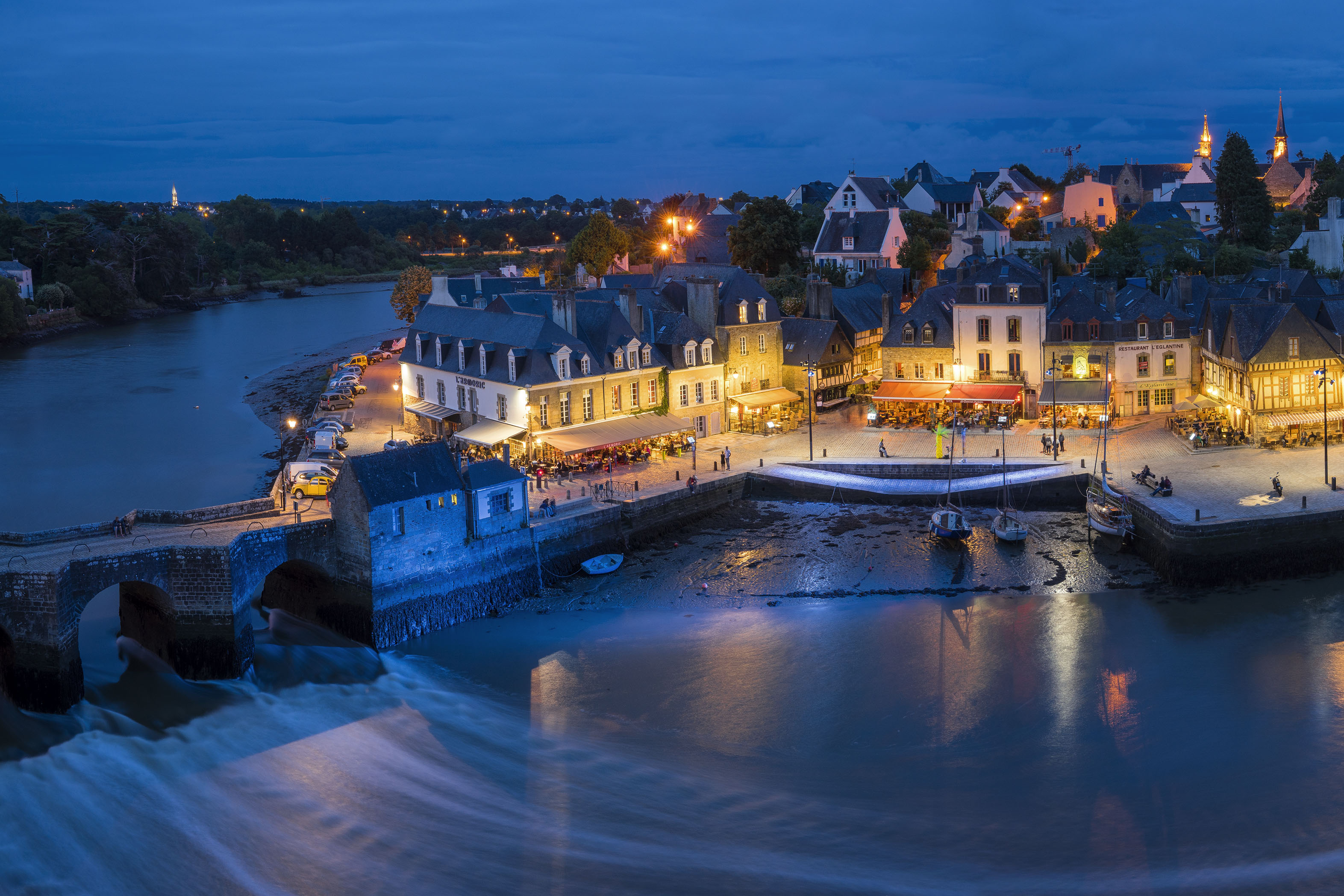
欧赖圣古斯唐街区夜景

欧赖位于法国西北部，布列塔尼大区南部和莫尔比昂省南部，距离省会瓦讷大约19公里。与欧赖接壤的市镇包括：布雷克、普吕讷雷特、克拉克、普莱梅勒。

### 地形
欧赖位于阿摩里卡丘陵南部，境内以浅丘为主，市镇中心地势较为平坦，全境海拔在0到43米之间。

### 水文
欧赖河自北向南流经欧赖市区东部，该河独立注入大西洋；另有勒克吕溪（ruisseau de Reclus）自西北向东南流经市镇范围南部。

### 植被
欧赖属于温带阔叶混交林区，林地主要分布于河流附近，以及市中心的部分街区。
在鲜花城市的评比中，欧赖暂未被评级。

### 气候
欧赖在柯本气候分类法中属于温带海洋性气候，受到北大西洋暖流的正面影响，降水多于同气候带内陆地区。
距离欧赖最近的常年气象站位于瓦讷境内，以下为该气象站的数据（其中日照数据取自洛里昂）：
| 瓦讷1981年－2019年  | 瓦讷1981年－2019年 | 瓦讷1981年－2019年 | 瓦讷1981年－2019年 | 瓦讷1981年－2019年 | 瓦讷1981年－2019年 | 瓦讷1981年－2019年 | 瓦讷1981年－2019年 | 瓦讷1981年－2019年 | 瓦讷1981年－2019年 | 瓦讷1981年－2019年 | 瓦讷1981年－2019年 | 瓦讷1981年－2019年 | 瓦讷1981年－2019年 |
| 月份                | 1月                | 2月                | 3月                | 4月                | 5月                | 6月                | 7月                | 8月                | 9月                | 10月               | 11月               | 12月               | 全年               |
| ------------------- | ------------------ | ------------------ | ------------------ | ------------------ | ------------------ | ------------------ | ------------------ | ------------------ | ------------------ | ------------------ | ------------------ | ------------------ | ------------------ |
| 历史最高温 °C（°F） | 19.2 (66.6)        | 18.5 (65.3)        | 24.4 (75.9)        | 26.4 (79.5)        | 29.5 (85.1)        | 35.1 (95.2)        | 36.4 (97.5)        | 38.4 (101.1)       | 32.5 (90.5)        | 27.5 (81.5)        | 18.9 (66.0)        | 15.6 (60.1)        | 38.4 (101.1)       |
| 平均高温 °C（°F）   | 9.7 (49.5)         | 10.8 (51.4)        | 13.4 (56.1)        | 15.7 (60.3)        | 19 (66)            | 22.4 (72.3)        | 24 (75)            | 24.3 (75.7)        | 21.8 (71.2)        | 17.5 (63.5)        | 13.1 (55.6)        | 9.9 (49.8)         | 16.8 (62.2)        |
| 日均气温 °C（°F）   | 6.6 (43.9)         | 7.3 (45.1)         | 9.3 (48.7)         | 11.3 (52.3)        | 14.6 (58.3)        | 17.6 (63.7)        | 19.3 (66.7)        | 19.4 (66.9)        | 16.8 (62.2)        | 13.7 (56.7)        | 9.5 (49.1)         | 6.6 (43.9)         | 12.7 (54.9)        |
| 平均低温 °C（°F）   | 3.6 (38.5)         | 3.7 (38.7)         | 5.2 (41.4)         | 6.8 (44.2)         | 10.2 (50.4)        | 12.9 (55.2)        | 14.5 (58.1)        | 14.5 (58.1)        | 11.9 (53.4)        | 9.9 (49.8)         | 5.9 (42.6)         | 3.3 (37.9)         | 8.5 (47.3)         |
| 历史最低温 °C（°F） | −11 (12)           | −5.5 (22.1)        | −8 (18)            | −3 (27)            | 0 (32)             | 4 (39)             | 7 (45)             | 7 (45)             | 3 (37)             | −3 (27)            | −5 (23)            | −8 (18)            | −11 (12)           |
| 平均降水量 mm（）   | 101.1 (3.98)       | 78.2 (3.08)        | 72.5 (2.85)        | 70.2 (2.76)        | 63 (2.5)           | 40.4 (1.59)        | 56.5 (2.22)        | 51.9 (2.04)        | 61.6 (2.43)        | 96.4 (3.80)        | 116.9 (4.60)       | 115.9 (4.56)       | 924.6 (36.40)      |
| 月均日照時數        | 70.1               | 95.1               | 137.6              | 182.5              | 204.9              | 230.1              | 223                | 215.9              | 192.6              | 115.8              | 84.9               | 74.8               | 1,827.3            |
| 来源：infoclimat.fr |                    |                    |                    |                    |                    |                    |                    |                    |                    |                    |                    |                    |                    |

## 行政区划
欧赖是法国布列塔尼大区莫尔比昂省的一个市镇，编号为56007。欧赖隶属于洛里昂区和莫尔比昂省第二选区，管理欧赖县，同时也是欧赖-基伯龙大西洋土地市镇公共社区的办公驻地。
法国国家统计与经济研究所（简称）在进行数据统计时，将欧赖及相邻的另外两个市镇设为欧赖城市核心区，并将包括核心区在内的周边共4个市镇划为欧赖城市区。自2020年起，欧赖城市区被撤销，欧赖被单独设为欧赖城市辐射区。此外，还将欧赖市镇分为了5个“块区”（IRIS），以便于统计人口分布情况。

## 交通

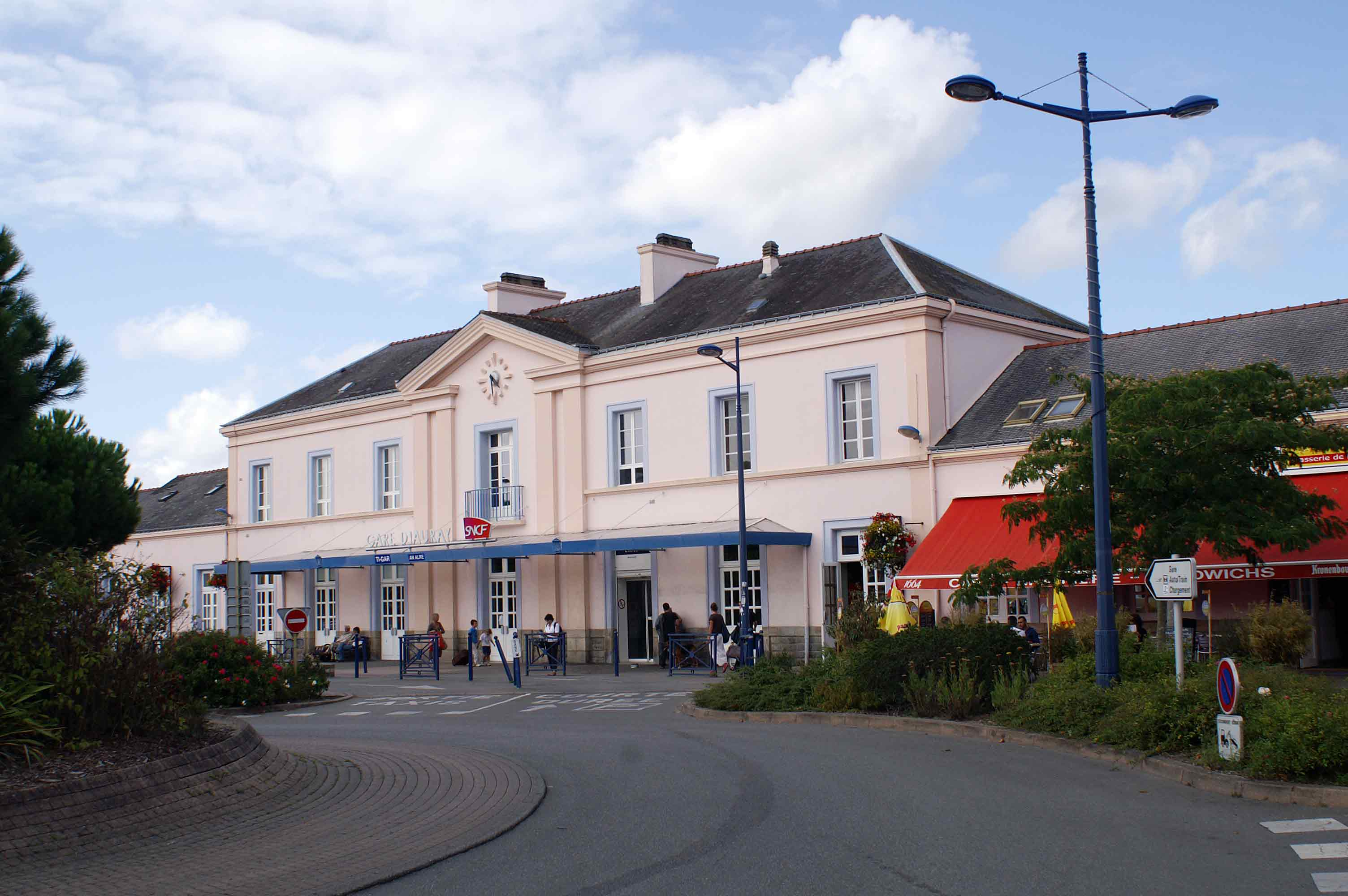
欧赖火车站

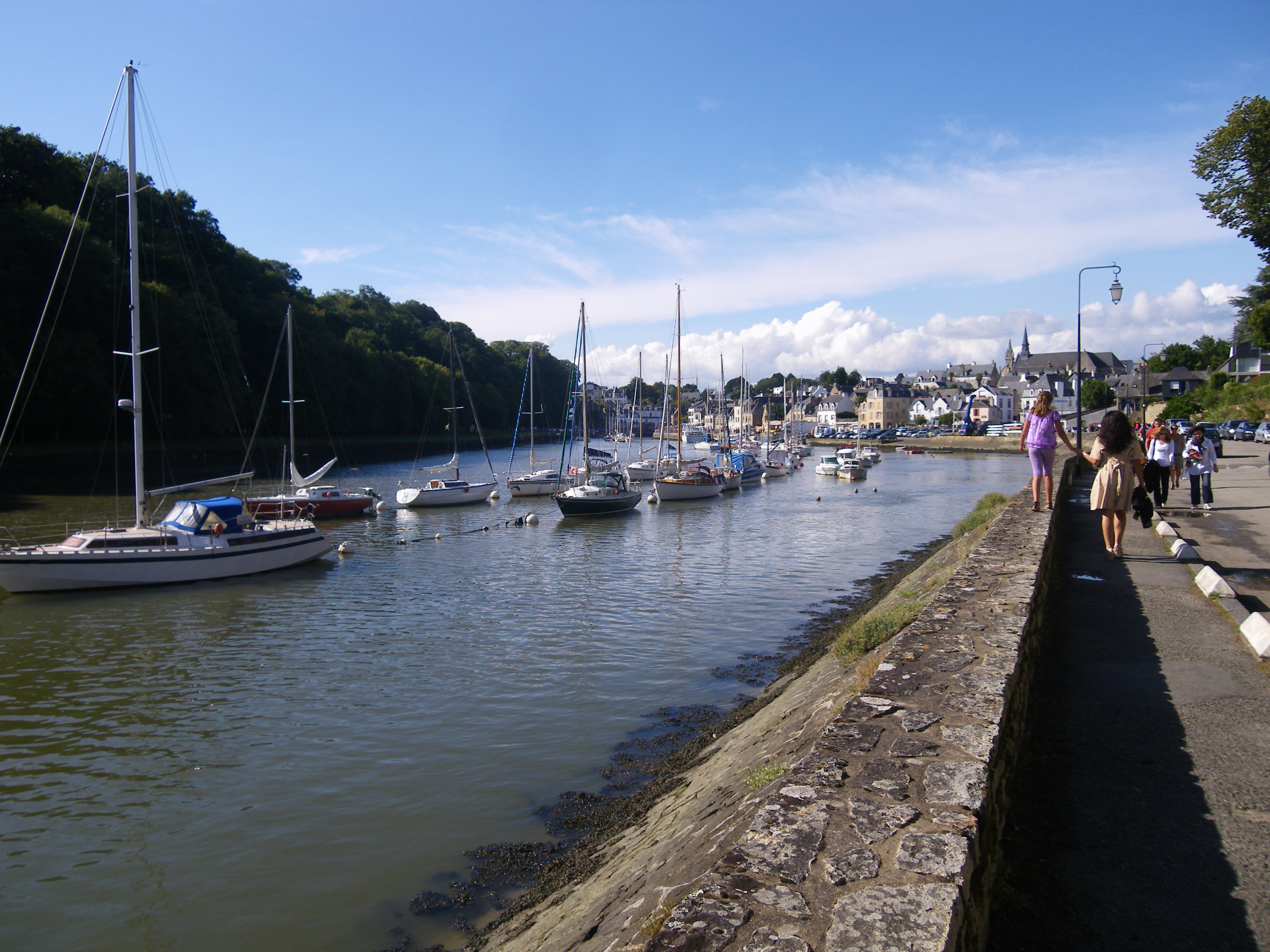
圣古斯唐港附近的船只

### 公路
法国国道N165线从欧赖市区南部经过，此外多条莫尔比昂省省道在欧赖境内交汇，布列塔尼大区下属的城际客运提供巴士线路，可前往基伯龙、瓦讷等地。
2018年，72.6%的欧赖家庭拥有至少一辆私人汽车。2019年，欧赖境内共发生各类交通事故3起，造成3人受伤。

### 铁路
欧赖位于萨沃奈－朗代诺铁路和欧赖－基伯龙铁路的交汇处。欧赖站位于市区北部，停靠部分往返于坎佩尔和巴黎的高速列车，另停靠前往雷恩、南特、布雷斯特方向的区域列车。

### 航空
距离欧赖最近的民用航空站为洛里昂机场，距离欧赖市中心的公路里程约46公里。

### 水运
圣古斯唐港位于欧赖市区东部，是莫尔比昂湾的一个内河港口，可停靠小型船只。

### 城市公共交通
欧赖所处的市镇公共社区提供当地的城市公共交通系统。截至2021年12月，该系统共包括1条常规公交线路和1条定制公交线路，路网覆盖了欧赖市区内的主要街道和居民区。

## 政治

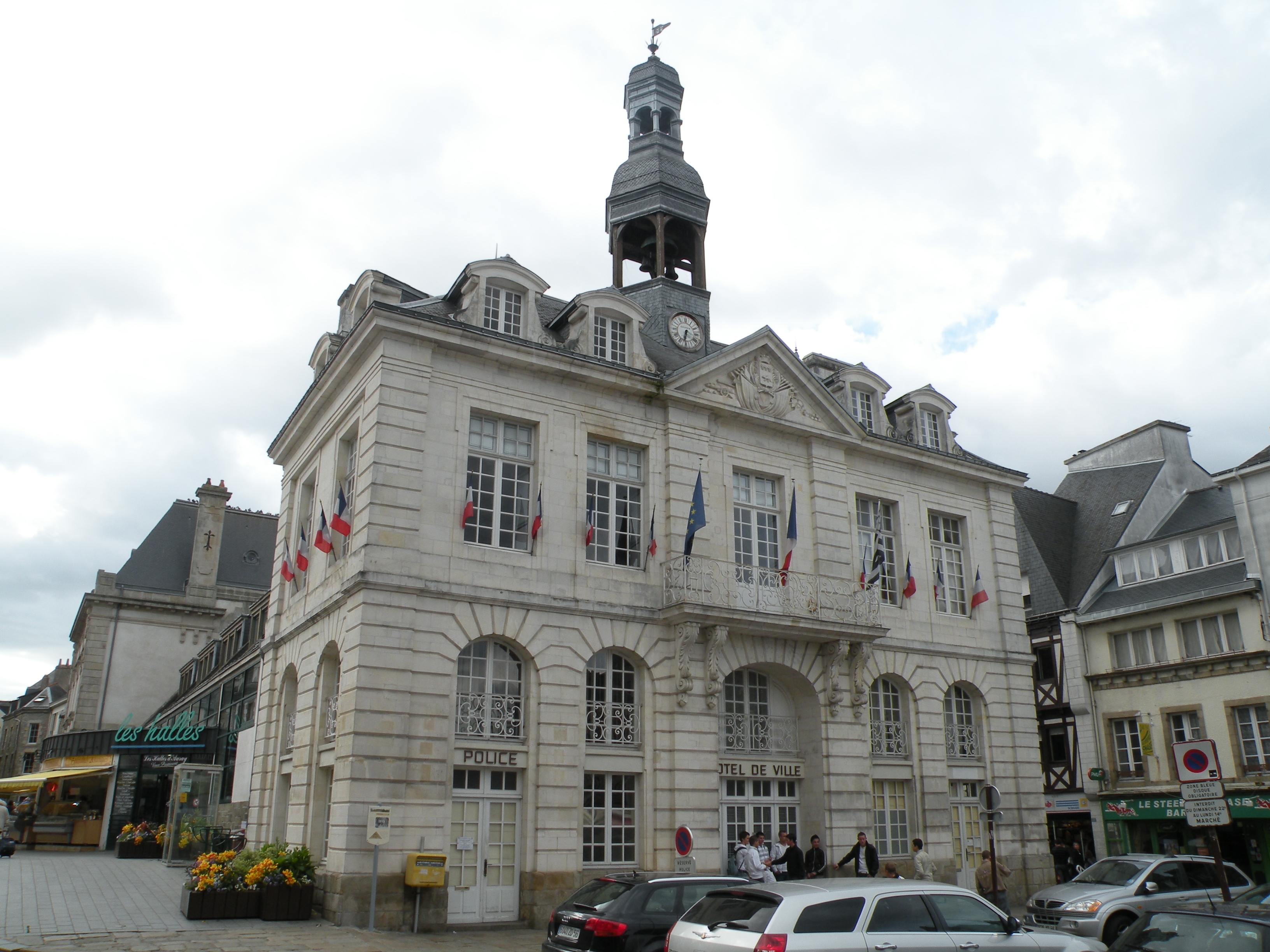
欧赖市政厅

欧赖的现任市长为克莱尔·马松女士（Claire Masson），她是歐洲生態－綠黨的一名成员，在2020年的市政选举中获得了42.61%的支持率。
在2017年的法国总统大选中，法国第25任总统埃马纽埃尔·马克龙在欧赖获得了76.55%的支持率。
| 欧赖历届市长   |                                           |                                      |
| 任期           | 市长                                      | 党派                                 |
| 1964年－1970年 | Pierre Dugor 皮埃尔·迪戈尔                | DVD右翼无党派人士                    |
| 1970年－1977年 | Marcel Le Gélébart 马塞尔·勒热莱巴尔      | DVD右翼无党派人士                    |
| 1977年－1995年 | Michel Naël 米歇尔·纳埃尔                 | DVD右翼无党派人士                    |
| 1995年－2012年 | Michel Le Scouarnec 米谢尔·勒斯库阿尔内克 | PCF法国共产党                        |
| 2012年－2014年 | Guy Roussel 居伊·鲁塞尔                   | DVG左翼无党派人士                    |
| 2014年－2018年 | Jean Dumoulin 让·德穆兰                   | UDI民主人士和独立人士联盟            |
| 2018年－2020年 | Joseph Rochelle 约瑟夫·罗谢尔             | DVD右翼无党派人士                    |
| 2020年－       | Claire Masson 克莱尔·马松                 | DVG左翼无党派人士 →EÉLV欧洲生态-绿党 |

## 人口
2018年，欧赖市镇人口数量为13,945，在法国排名第700位。其中男性6,420人，女性7,525人，75岁及以上人口占11.1%，外籍人口数量为3,653人，人口密度为2,018人/平方公里，当地居民被称为（男性）或（女性）。2019年，欧赖境内出生121人，死亡人口218人。
| 年份   | 1936  | 1946  | 1954  | 1962  | 1968  | 1975   | 1982  | 1990   | 1999   | 2006   | 2011   | 2016   | 2018   |
| ------ | ----- | ----- | ----- | ----- | ----- | ------ | ----- | ------ | ------ | ------ | ------ | ------ | ------ |
| 人口數 | 7,088 | 8,642 | 8,159 | 8,118 | 8,449 | 10,256 | 9,892 | 10,323 | 10,911 | 12,420 | 12,536 | 13,667 | 13,945 |

## 经济

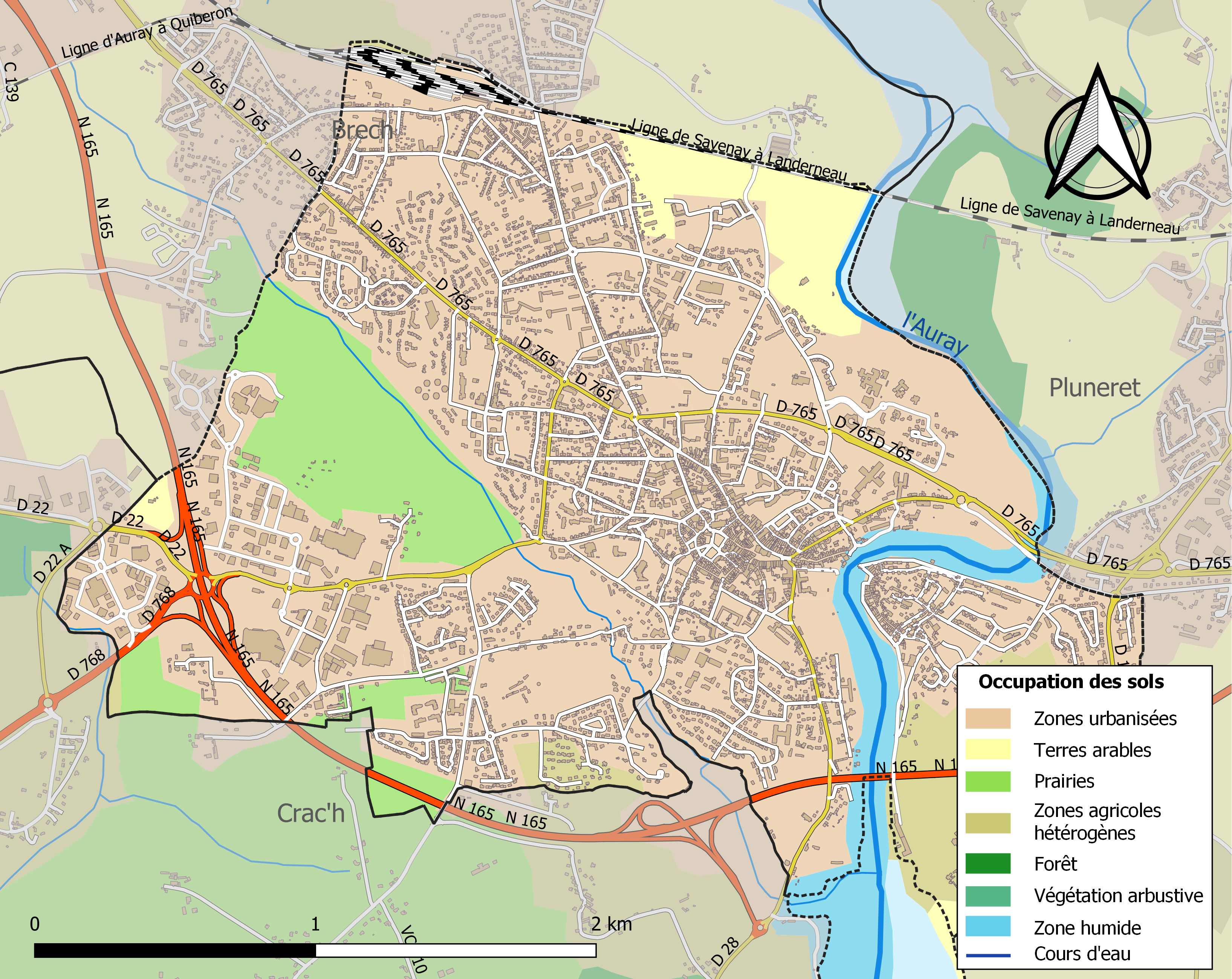
欧赖土地利用情况地图

欧赖是一个区域性的中心城市。截止2021年12月，欧赖市镇范围内共有各类用人单位（包含自雇）2,804家，平均历史为15年，其中99.13%为中小型企业（PME）。（塑料制品生产）、（零售）及（塑料制品生产）是当地2020年营业额最高的三个企业，分别为66,046,172欧元、24,135,387欧元和16,804,807欧元。

## 财政与居民收入
2020年，欧赖的财政收入总额为17,564,800欧元，财政支出总额为15,357,800欧元，当年的债务总额为12,120,200欧元。2021年，欧赖共获得2,706,740欧元的国家财政补助，比上一年增加了3.9%。
2019年，欧赖的人均月收入总额为2,091欧元，其中高级职员为3,813欧元，低于法国平均水平（4,230欧元）；中级职员为2,332欧元，低于法国平均水平（2,411欧元）；普通职员为1,670欧元，亦低于法国平均水平（1,740欧元）。
2018年，欧赖境内的青壮年（15至64岁）失业率为15.6%，当地47.7%的家庭拥有纳税资格，平均纳税2,774欧元，低于法国平均水平（3,910欧元）。

## 社会事务

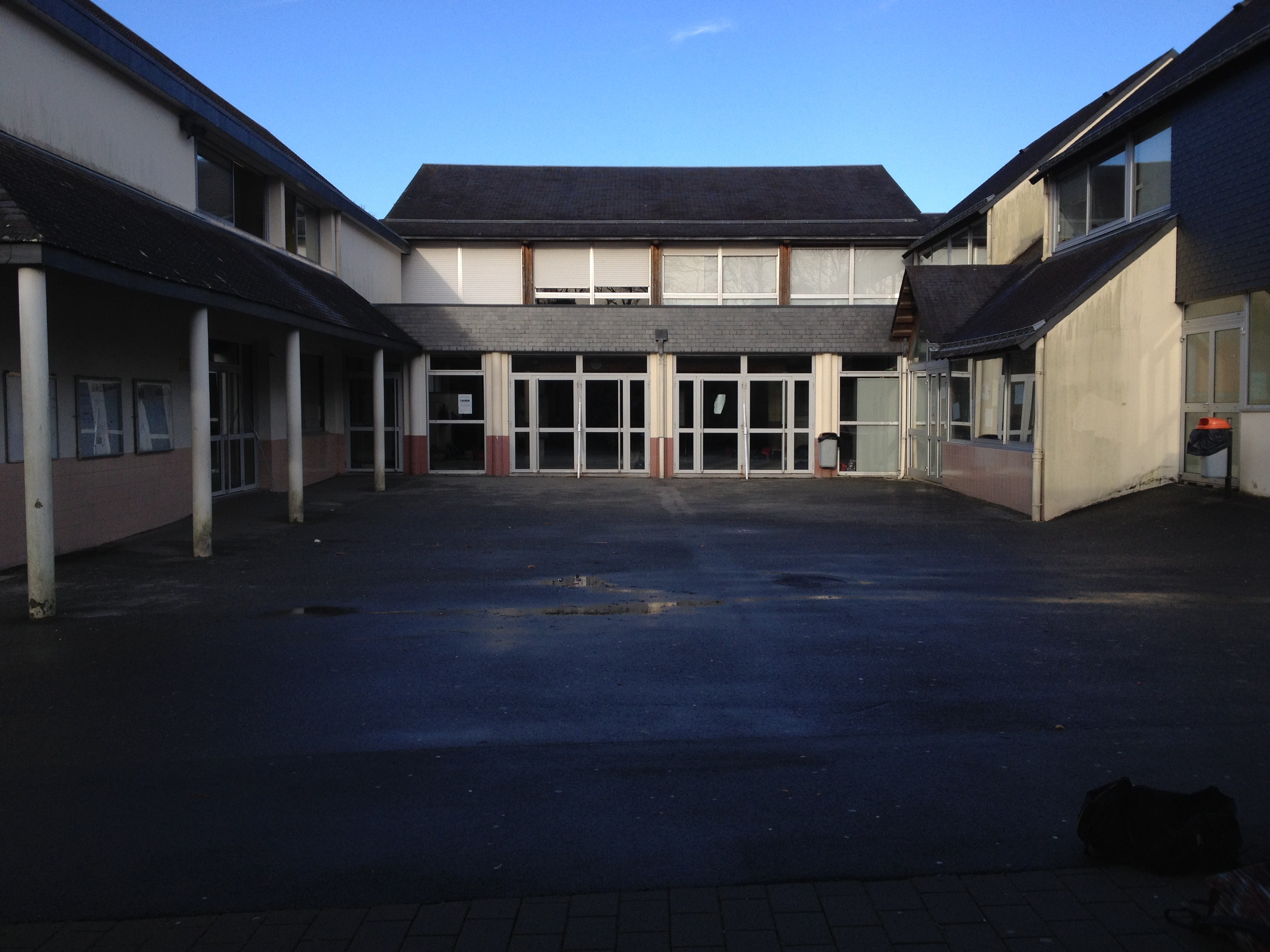
欧赖的一所高级中学

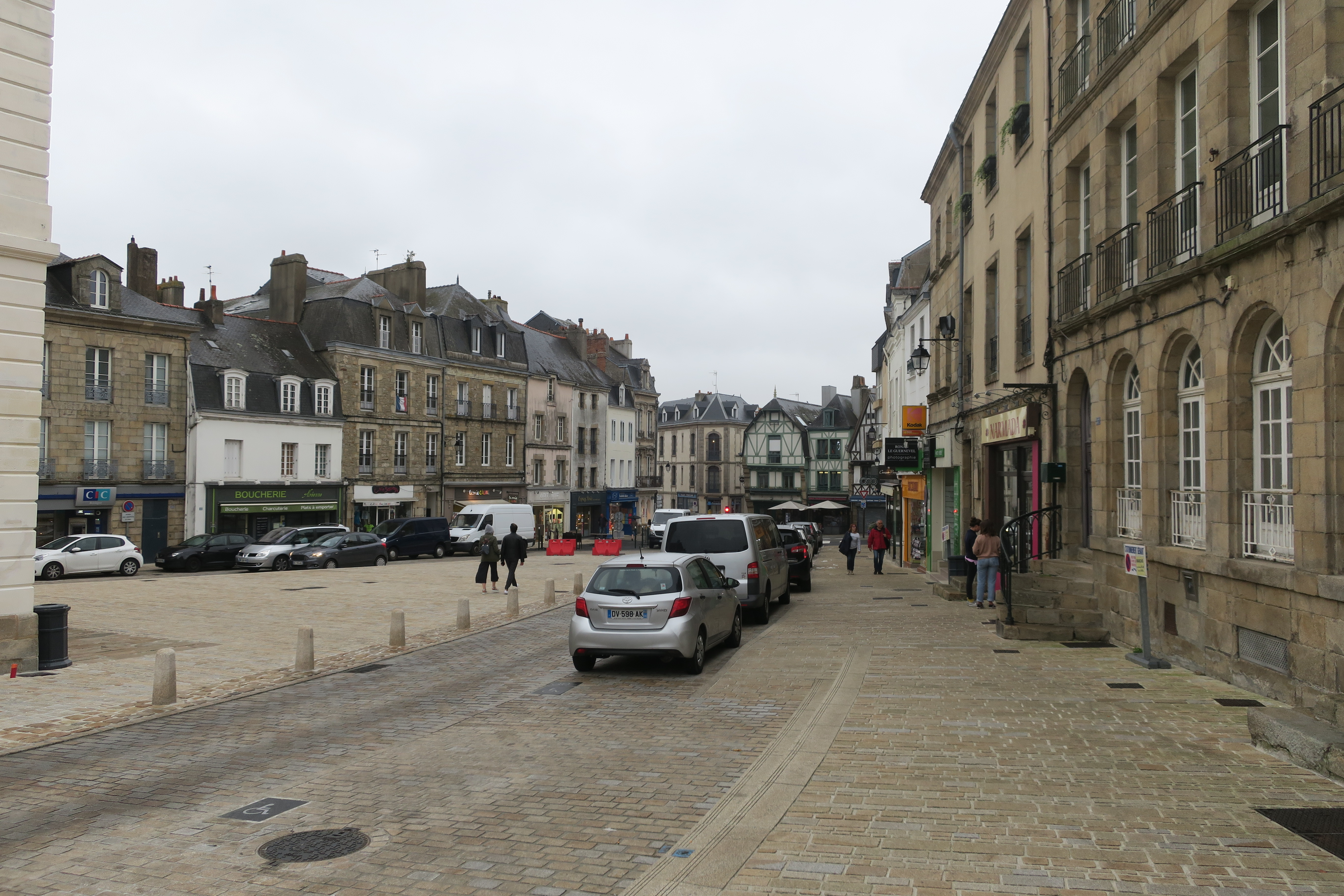
欧赖市中心的共和国广场

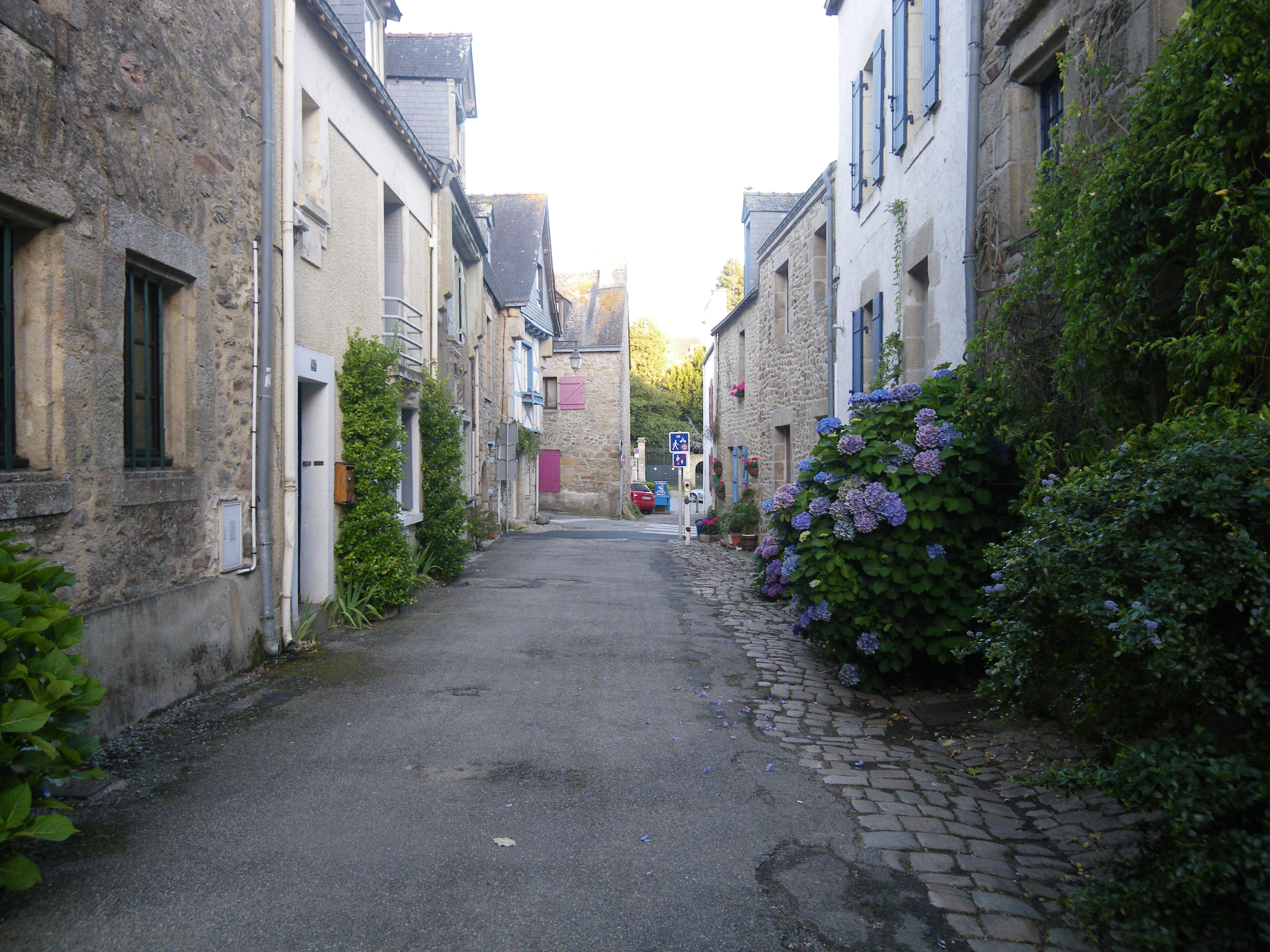
欧赖老城的一处街道

### 教育
欧赖属于雷恩学区。截止2020年1月1日，欧赖境内共有2所幼儿园、6所小学、1所初级中学、1所普通高中、1所农业高中和1所职业高中。2018至2019学年度，欧赖境内共有在校中等教育阶段学生1,448名。

### 医疗
截止2020年1月1日，欧赖境内共有全科医生29名、保健师43名、牙医11名、护士55名、耳科医生3名、眼科医生4名、皮肤科医生1名、助产士3名和妇科医生1名。境内共有药房6家、养老院4家、残疾人帮扶中心4家。
欧赖是布列塔尼-大西洋中心医院的服务范围，后者是法国的一个区域性医疗机构，其主病区位于瓦讷市区，在欧赖设有一处拥有169个床位的病区，后者是当地规模最大的公立综合性医院。

### 住房
2018年，欧赖境内共有各类住房8,501套，其中39.9%为独立式居民区，58.5%为集中式居民区。常住房屋占欧赖市镇范围内居民建筑总量的87.3%。
在住房保障政策方面，2020年，欧赖境内共有1,847户家庭获得了住房经济补助，受益人数占总人口数量的13.2%，其中1,791份为房租补助。

### 商业
2019年，欧赖境内共有各类实体商铺533家，其中餐厅76家、大型超市7家、杂货店7家、面包房13家、肉铺4家、书店6家、装饰品店3家、银行门店14家、美容美发店36家、汽车维修店16家。市区西南部建有大型开放式商业街区，有E. Leclerc、Super U、利多超市等多个购物商场。

### 体育
2020年，欧赖境内共有1家游泳池、3间体育馆、1座综合体育场、8处网球场、6处足球或橄榄球场以及3处篮球或排球场。
截至2021年12月，欧赖体育俱乐部（Auray Football Club）是当地唯一的注册足球队，2021至2022赛季参加布列塔尼大区足球联赛。

### 环境
欧赖的环境事务由其所属的公共社区负责。2019年，欧赖境内共有1家污染企业。

### 治安
2019年，欧赖市镇范围内有1处宪兵队。
欧赖所在地是洛里昂宪兵总队的管辖范围。2020年，该宪兵总队辖区内共55个市镇累计发生各类案件5,886起，其中盗窃类案件3,425起，经济类案件901起，毒品交易类案件172起。

## 文化
2020年，欧赖境内共有1家剧场和1家电影院。欧赖市政府提供多媒体中心，向公众全年开放。

### 建筑
欧赖境内有多处历史建筑，其中法国国家文物保护单位包括圣吉尔达教堂、圣索沃尔教堂等。

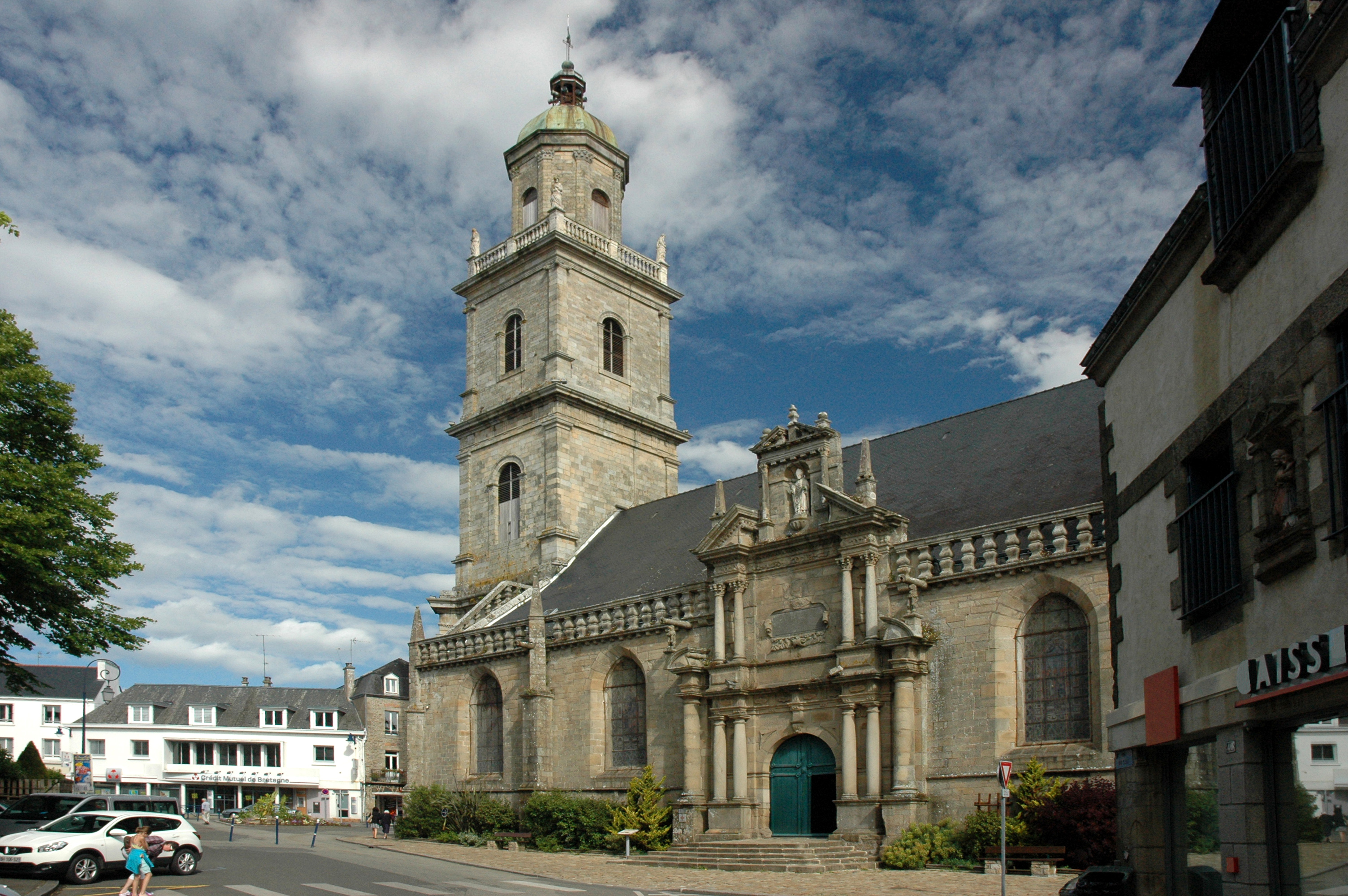
圣吉尔达教堂（法语：Église Saint-Gildas d'Auray）
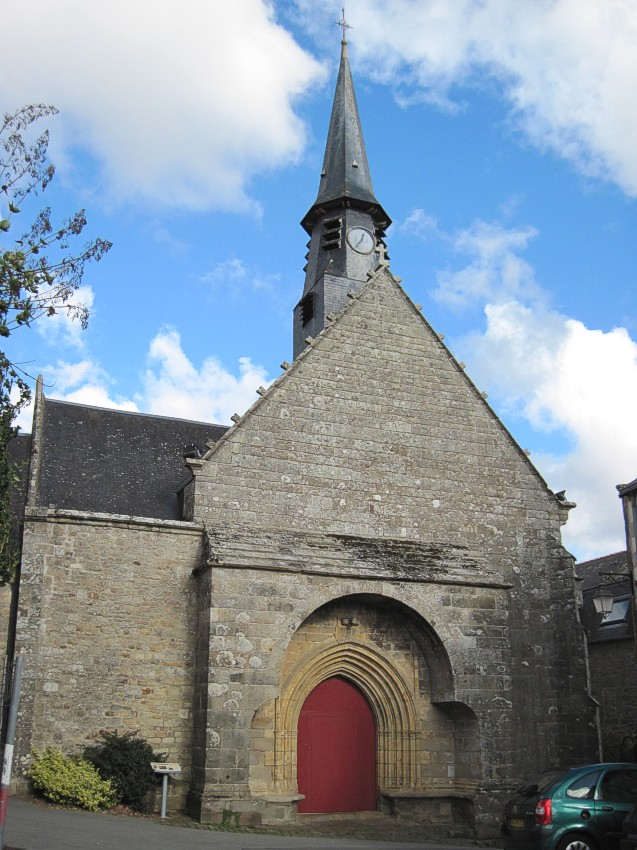
圣索沃尔教堂（法语：Église Saint-Sauveur d'Auray）
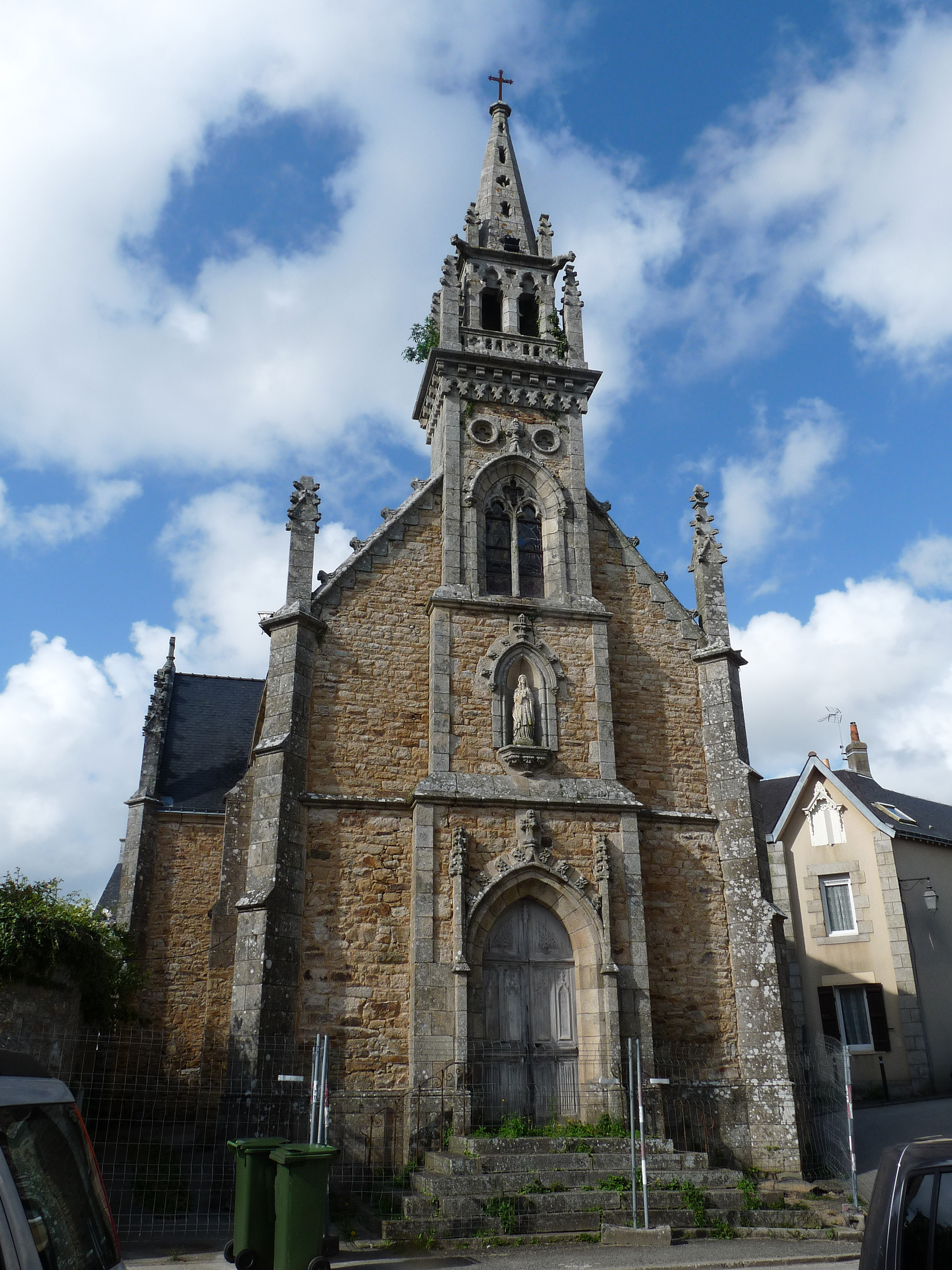
卢尔德圣母教堂
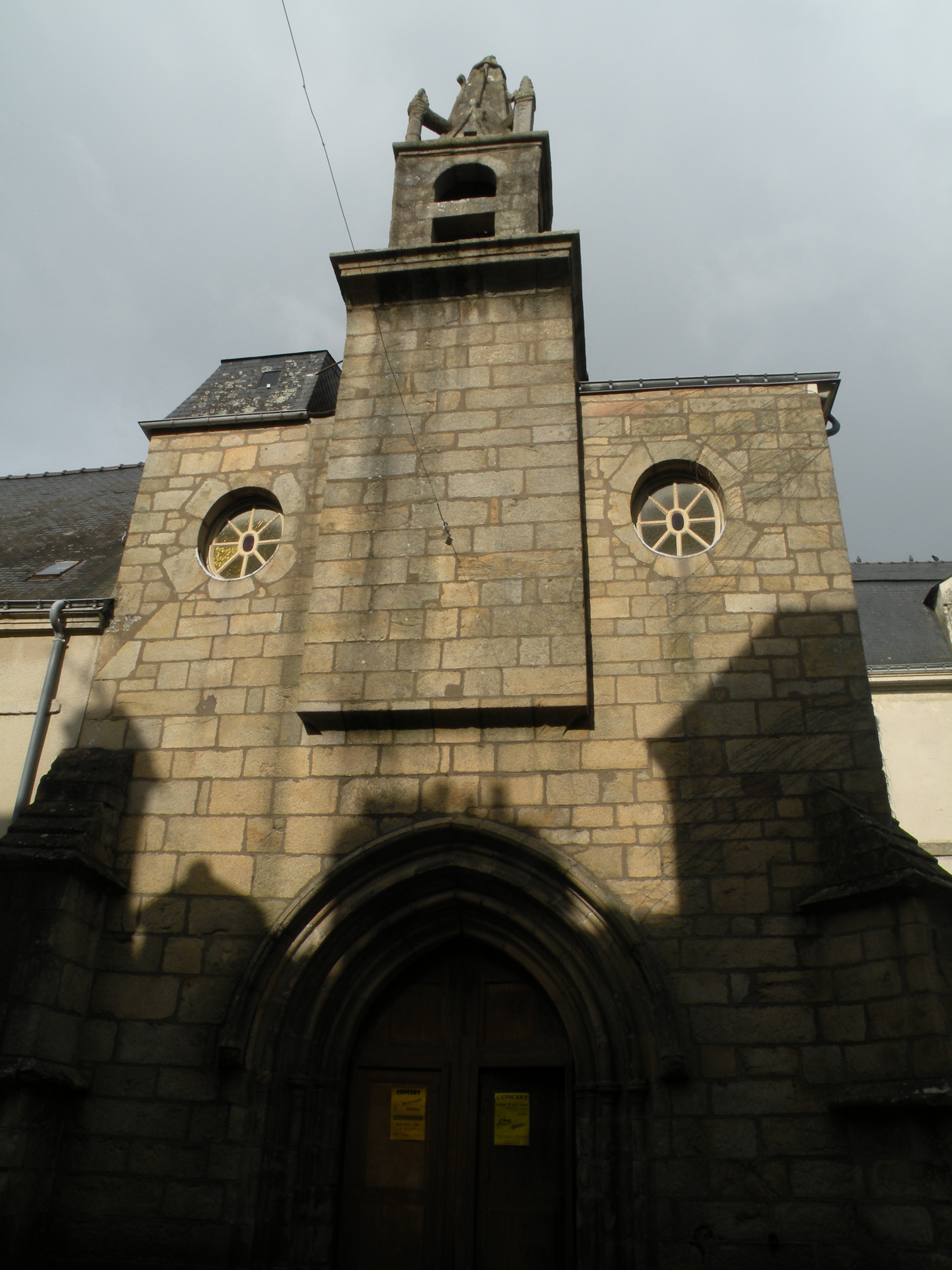
圣伊莲教堂
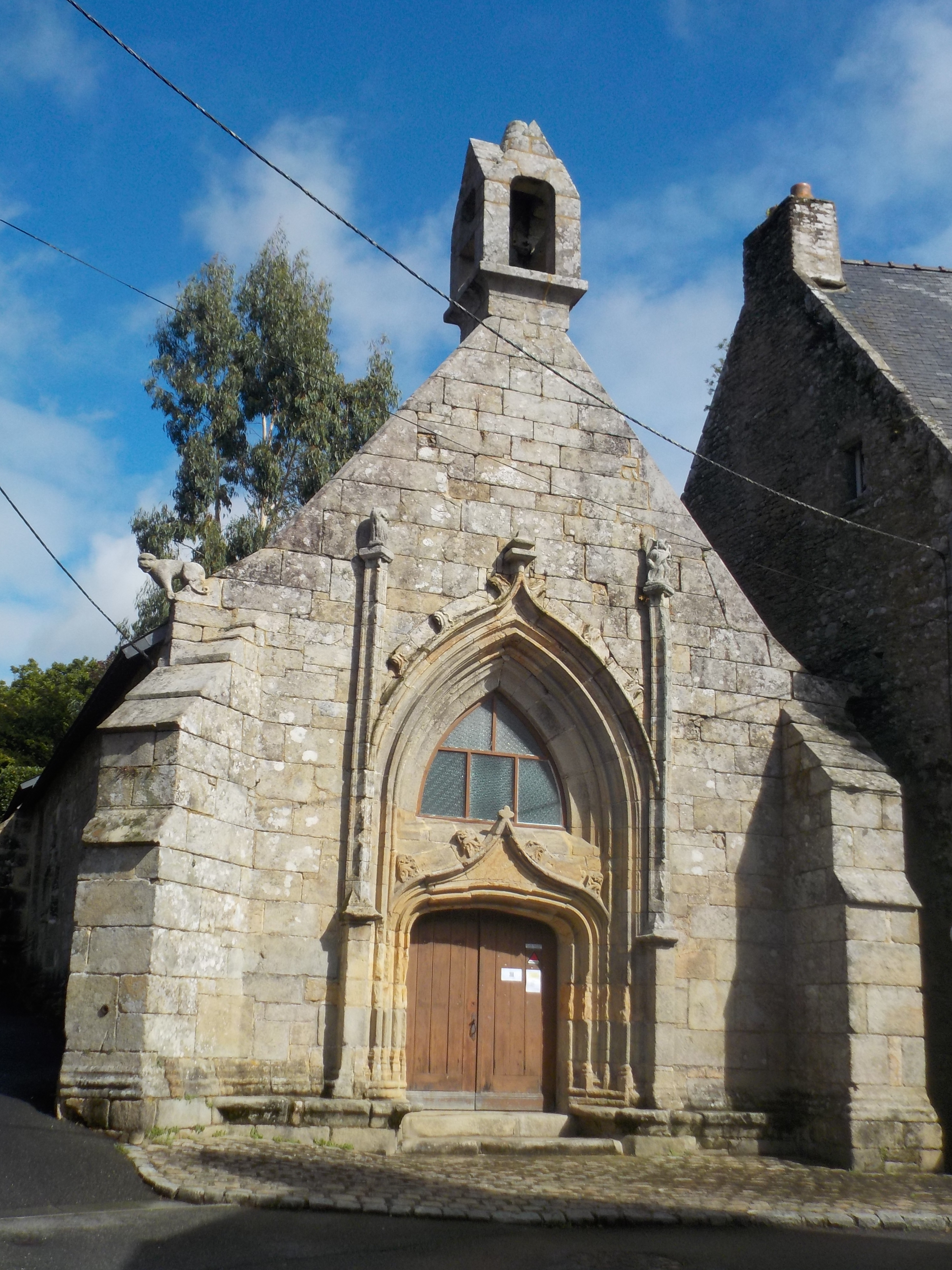
圣卡多修道院（法语：Prieuré de Saint-Cado）
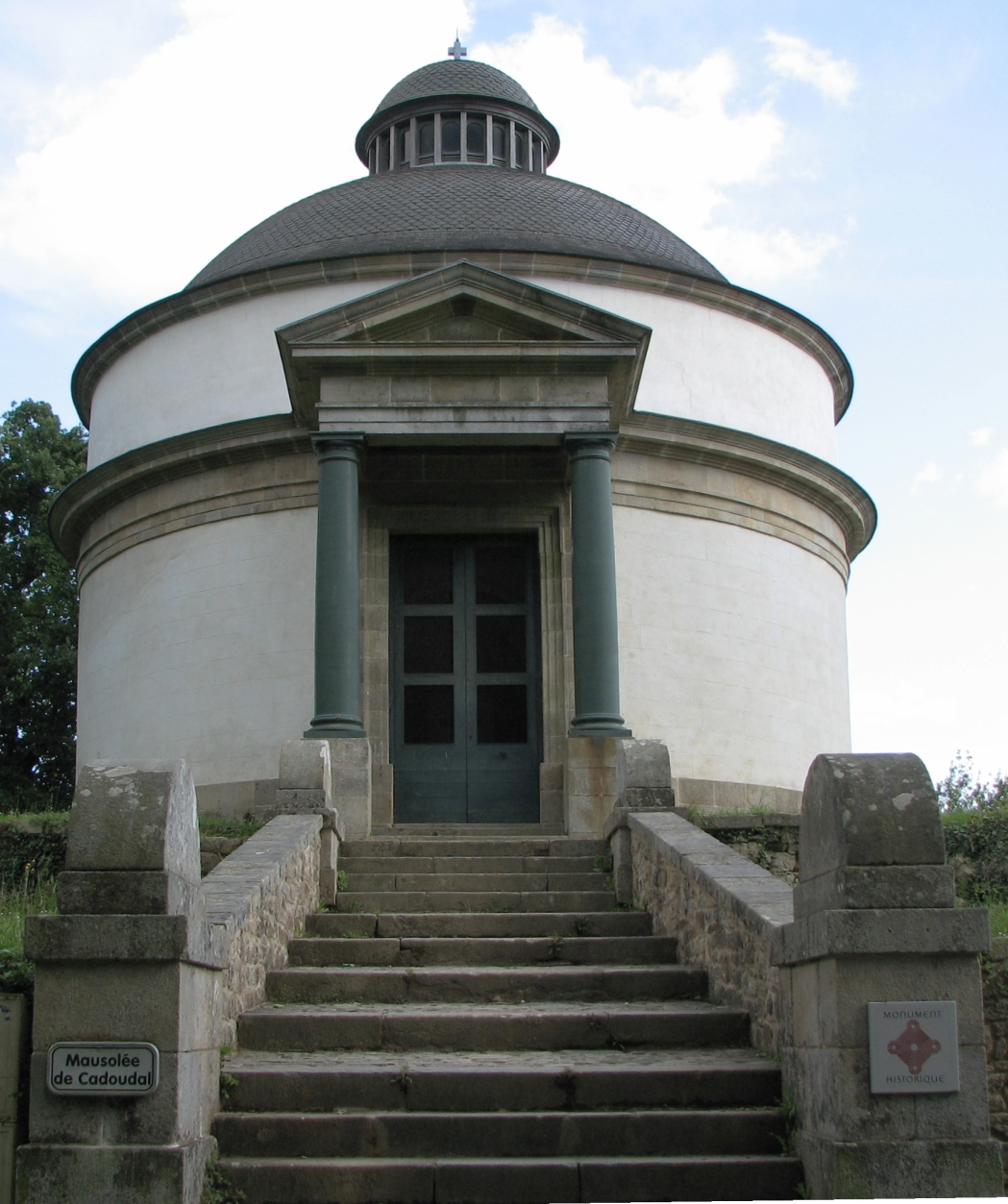
乔治·卡杜达尔纪念馆
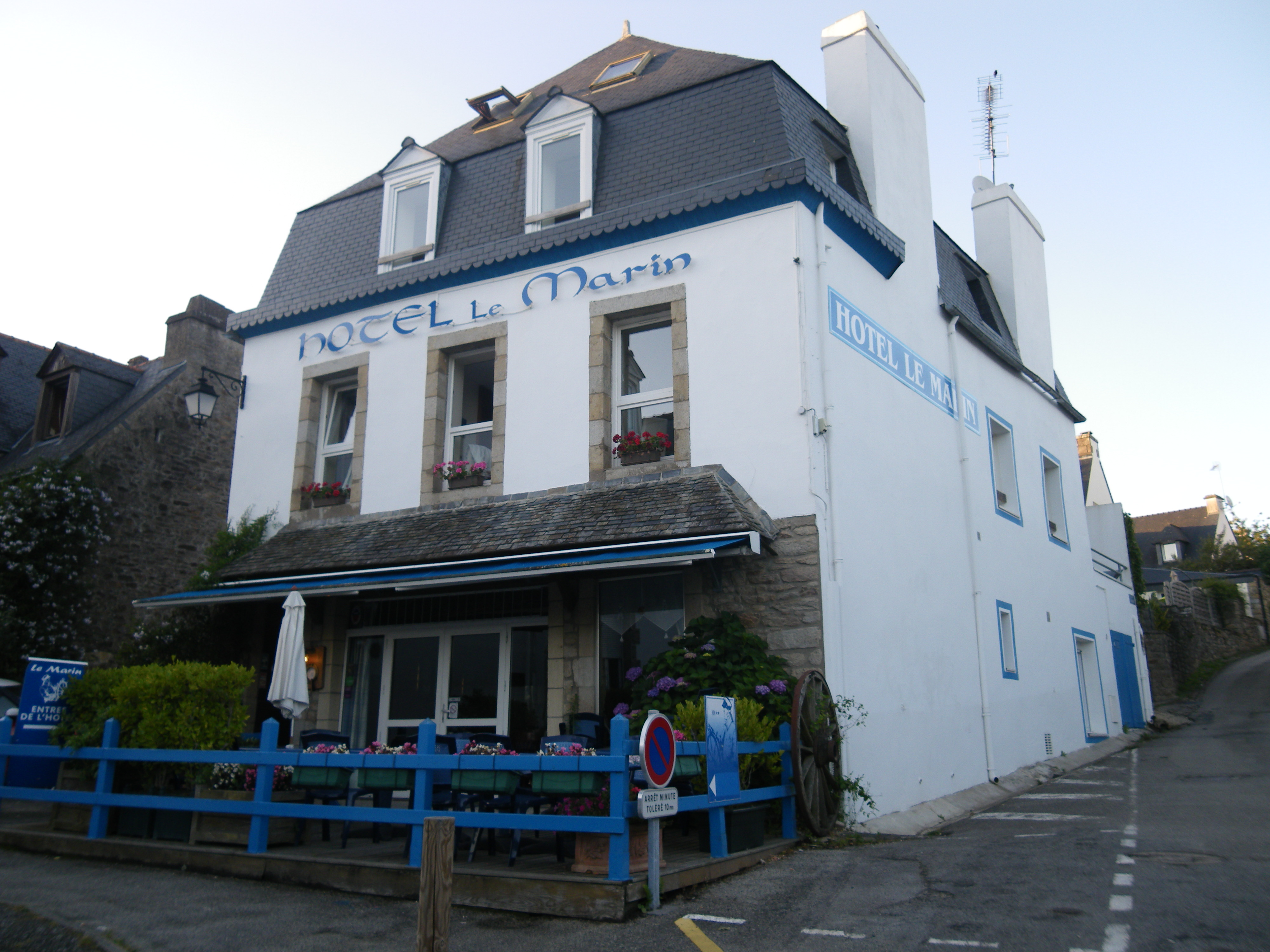
“水手”酒店

### 旅游
欧赖的旅游事务由其所属的公共社区负责。2021年，欧赖境内共有9家酒店共计254间房间。

### 媒体
法国主要的媒体均可在欧赖接收，法国电视三台下属的布列塔尼大区频道在部分时段播出欧赖所属区域的地方新闻。南部布列塔尼电视台、蓝色法兰西阿摩里卡广播、南莫尔比昂广播等是当地主要的地方性媒体。

### 活动

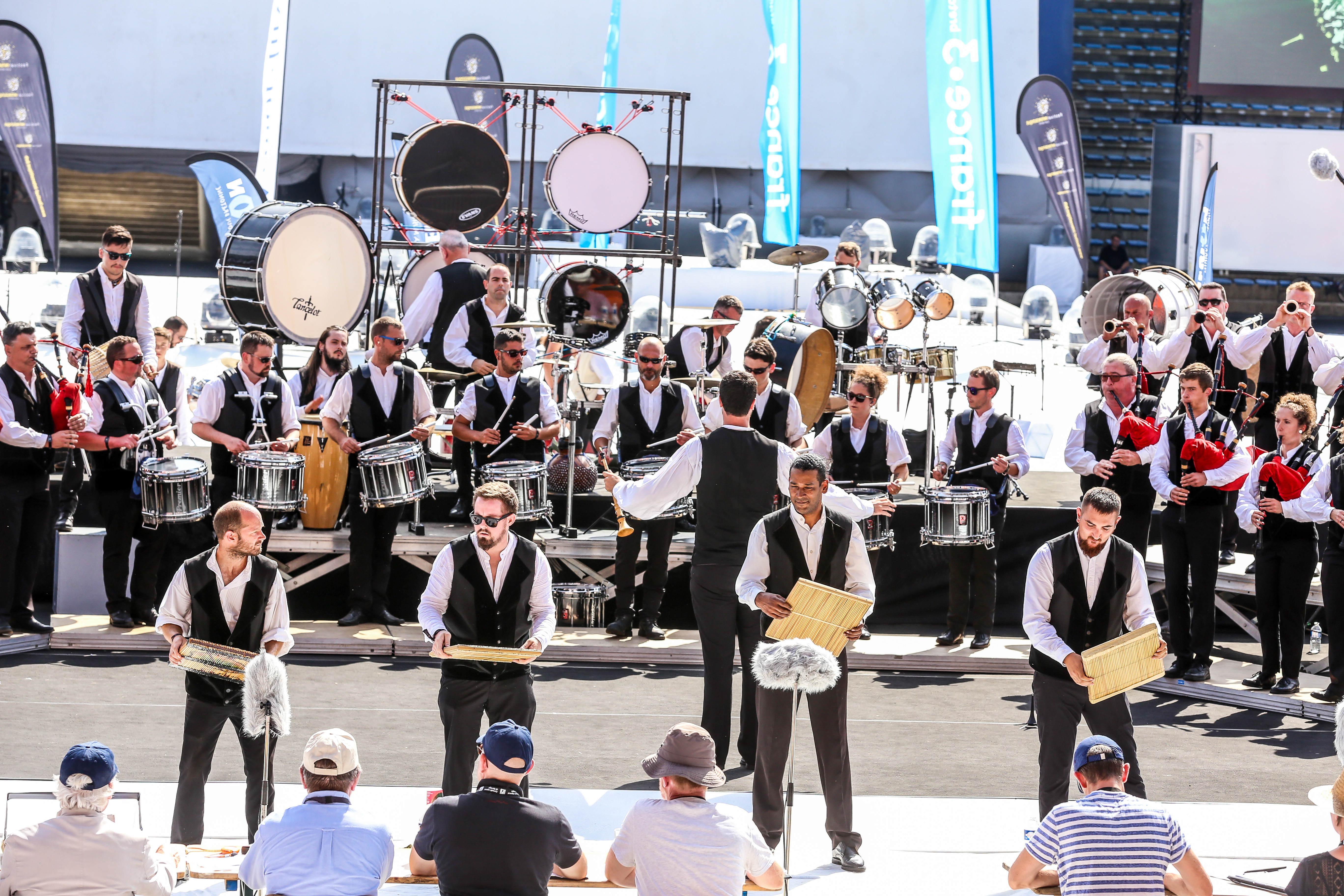
欧赖狂欢节上的表演

欧赖狂欢节是当地的一项传统活动，创建于1951年，每年夏季举办。

### 语言
欧赖所处区域历史上通行布列塔尼语，欧赖于2015年9月加入布列塔尼语促进组织，当地部分学校自2016年起开始布列塔尼语教学课程。

## 相关人物
法国足球运动员于尔里克·勒庞和音乐家诺曼·多赖出生于欧赖。
法军将领及布列塔尼公爵夏尔·德·布卢瓦在欧赖战役中身亡。美国科学家本杰明·富兰克林在担任驻法大使期间曾长居于欧赖。

## 友好城市
截至2021年12月，欧赖共与两座城市互为友好城市关系：
- 德国 阿默湖畔乌廷
- 法國 于塞勒